# Bahnstrecke Sauwerd–Roodeschool
| Bahnhof Baflo |                      |                                   |                                   |
| |                      |                                   |                                   |
| Streckenlänge: | 26,9 km              |                                   |                                   |
| Spurweite: | 1435 mm (Normalspur) |                                   |                                   |
| |                      |                                   |                                   |
| \| \| \| von Groningen \| \| \| \| 0 \| Sauwerd \| Sauwerd \| \| \| \| nach Delfzijl \| \| \| \| \| Wetsingermaar \| \| \| \| \| Winsum \| \| \| \| \| Winsumerdiep \| \| \| \| \| Baflo \| \| \| \| \| Rasquerdermaar \| \| \| \| \| Warffumermaar \| \| \| \| \| Warffum \| \| \| \| \| Usquert \| \| \| \| 20,7 \| Uithuizen \| Uithuizen \| \| \| 23,8 \| Uithuizeermeeden \| Uithuizeermeeden \| \| \| 26,1 0 \| Roodeschool aansluiting \| Roodeschool aansluiting \| \| \| 26,9 \| Roodeschool (bis 4. Januar 2018) \| Roodeschool (bis 4. Januar 2018) \| \| \| \| Roodeschool (seit 8. Januar 2018) \| \| \| \| \| Wagenborg, Veem & Factor \| \| \| \| 6,8 \| Eemshaven \| Eemshaven \| |                      |                                   |                                   |
| Strecke |                      | von Groningen                     | von Groningen                     |
| Bahnhof | 0                    | Sauwerd                           | Sauwerd                           |
| Abzweig geradeaus und nach rechts |                      | nach Delfzijl                     | nach Delfzijl                     |
| Brücke über Wasserlauf |                      | Wetsingermaar                     | Wetsingermaar                     |
| Bahnhof |                      | Winsum                            | Winsum                            |
| Brücke über Wasserlauf |                      | Winsumerdiep                      | Winsumerdiep                      |
| Bahnhof |                      | Baflo                             | Baflo                             |
| Brücke über Wasserlauf |                      | Rasquerdermaar                    | Rasquerdermaar                    |
| Brücke über Wasserlauf |                      | Warffumermaar                     | Warffumermaar                     |
| Bahnhof |                      | Warffum                           | Warffum                           |
| Bahnhof |                      | Usquert                           | Usquert                           |
| Bahnhof | 20,7                 | Uithuizen                         | Uithuizen                         |
| Bahnhof | 23,8                 | Uithuizeermeeden                  | Uithuizeermeeden                  |
| Abzweig geradeaus und nach links · Strecke von rechts | 26,1 0               | Roodeschool aansluiting           | Roodeschool aansluiting           |
| Betriebs-/Güterbahnhof Streckenende · Strecke | 26,9                 | Roodeschool (bis 4. Januar 2018)  | Roodeschool (bis 4. Januar 2018)  |
| Haltepunkt / Haltestelle |                      | Roodeschool (seit 8. Januar 2018) | Roodeschool (seit 8. Januar 2018) |
| Abzweig geradeaus und nach rechts |                      | Wagenborg, Veem & Factor          | Wagenborg, Veem & Factor          |
| Haltepunkt / Haltestelle Streckenende | 6,8                  | Eemshaven                         | Eemshaven                         |

Die Bahnstrecke Sauwerd–Roodeschool, auch Hogelandspoor genannt, ist eine nicht elektrifizierte Eisenbahnstrecke und wurde am 16. August 1893 als Verbindung zwischen Sauwerd sowie dem Bahnhof Roodeschool, dem nördlichsten Bahnhof der Niederlande, eröffnet.

## Geschichte

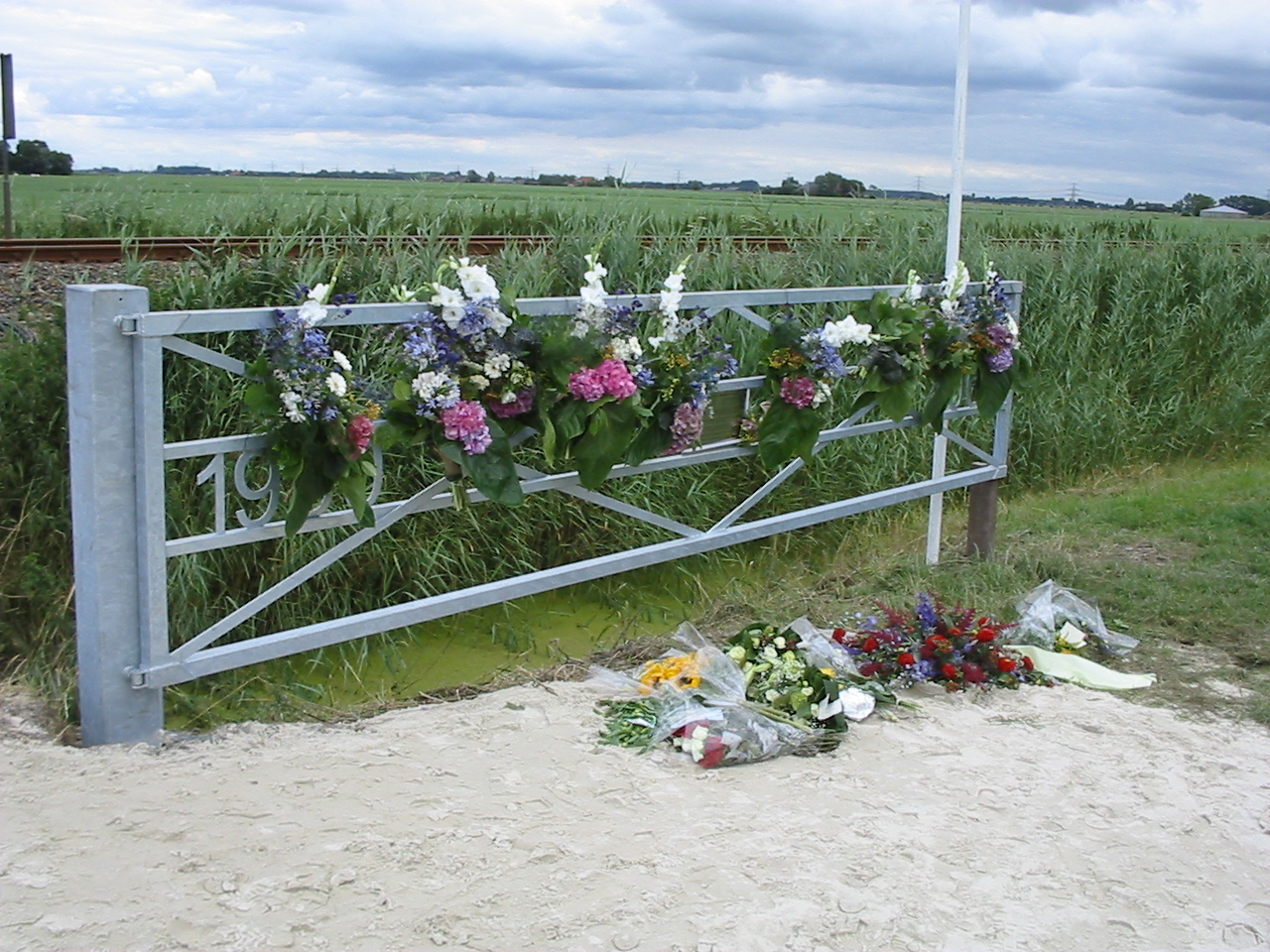
Die Gedenkstätte

Die Bahnstrecke wurde durch die Groninger Lokaalspoorwegmaatschappij als Zweigbahn der Bahnstrecke Groningen–Delfzijl erbaut. Am 3. Mai 1978 wurde für den Güterverkehr eine Verlängerung nach Eemshaven in Betrieb genommen.
1973 wurden die Bahnhofsgebäude, insbesondere die Empfangsgebäude, in Winsum, Warffum, Usquert, Uithuizeermeeden und Roodeschool abgerissen, 1975 in Sauwerd. Einzig das historische Empfangsgebäude von 1891 in Baflo blieb erhalten.
Am frühen Morgen des 25. Juli 1980 ereignete sich bei Winsum ein schwerer Unfall. Dabei wurden 9 Menschen getötet, 21 darüber hinaus verletzt. Zwei vollbesetzte Züge stießen aufeinander.
Am 8. Januar 2017 erfolgte in Roodeschool die Inbetriebnahme des neuen Bahnsteigs am westlichen Ortsrand für den Personenverkehr. Die Verlegung war notwendig, um eine Stichstrecke nach Eemshaven weiterzuführen zu können, da der alte Bahnhof im Ortszentrum lag. Dort hielt am 4. Januar der letzte Personenzug.
Seit dem 28. März 2018 bedienen Personenzüge Eemshaven. Die offizielle Einweihung fand am 20. Juni 2018 durch König Willem-Alexander statt. Der Betrieb der Züge auf der Bahnstrecke (Groningen–)Sauwerd–Eemshaven erfolgt durch die niederländische Gesellschaft Arriva.

## Verkehr

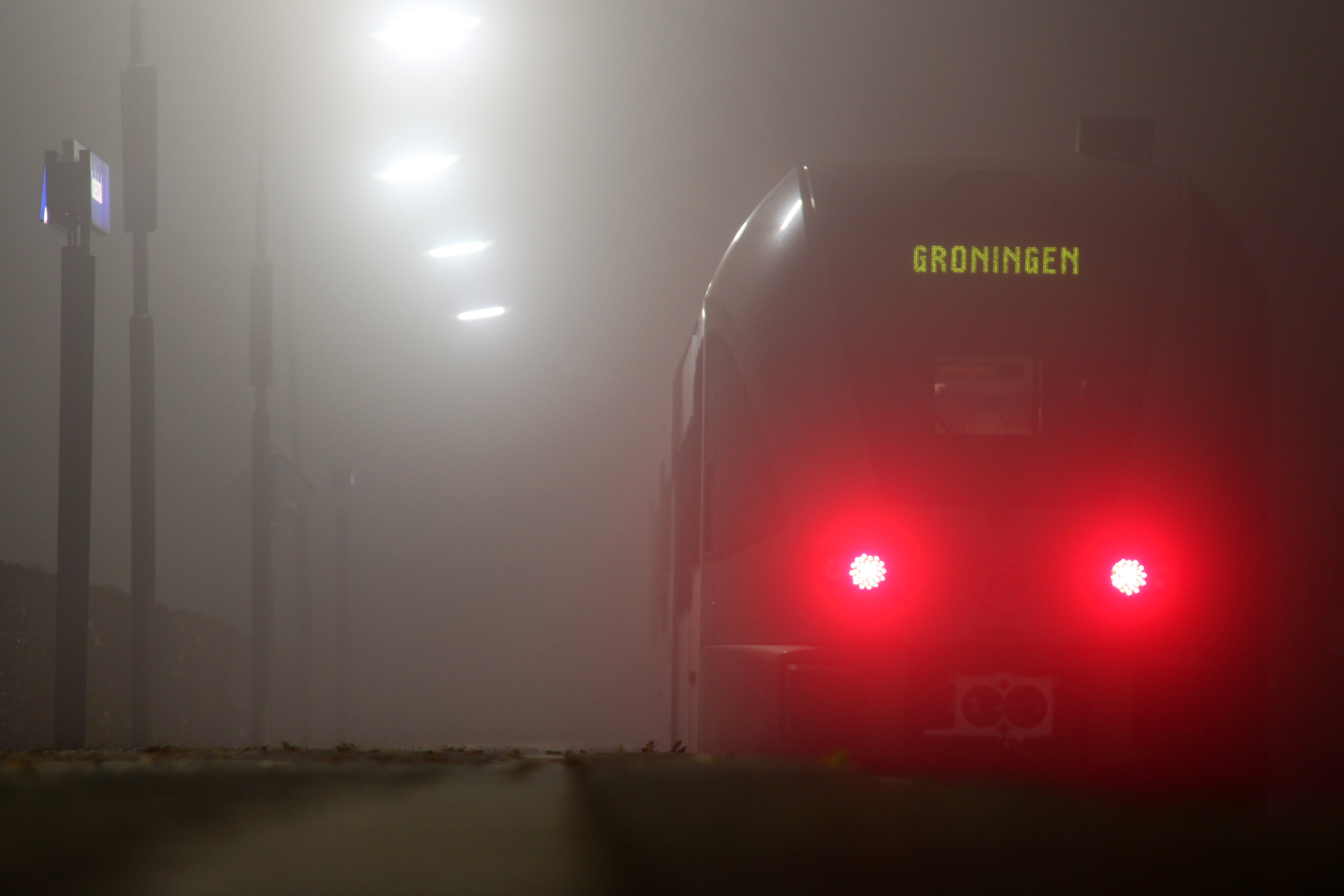
Ein Spurt am Bahnhof Roodeschool

Der Personenverkehr wird von Arriva betrieben. Seit 2007 werden Spurt-Züge von Stadler Rail eingesetzt. Tagsüber wird die Strecke im Halbstundentakt bedient, in den Abendstunden und an Sonntagen stündlich.

## Ausdehnung des Personenverkehrs
In Eemshaven besteht Anschluss zur Borkum-Fähre. Dafür musste die bisherige Güterverbindung für den Personenverkehr hergerichtet, 3 km Strecke neu gebaut und der Kopfbahnhof Roodeschool durch einen neuen Bahnhof ersetzt werden. All dies hat 25,8 Mio. Euro gekostet, die überwiegend von der Europäischen Union bereitgestellt wurden. Einen Anteil von 7,5 Mio. € übernahmen die Niederlande.